# Austrelatus robustus
Austrelatus robustus (лат.) — вид жуков-плавунцов рода Austrelatus из подсемейства Copelatinae (Dytiscidae). Новая Гвинея. Название вида robustus является латинским прилагательным, означающим «твёрдый и крепкий, как дуб», и указывает на крупный, широкий, прочный габитус и срединную долю эдеагуса.

## Распространение
Встречается в Папуа на острове Новая Гвинея: провинция Маданг или Берег Миклухо-Маклая и Центральная провинция.

## Описание
Мелкие жуки-плавунцы, длина около 7 мм. Представителей можно отличить от близких видов по следующей комбинации признаков: надкрылья с 11+1 бороздками; передний коготь самца толще и сильнее изогнут вниз; передняя голень самца отчётливо изменена: тоньше проксимально и шире медиально и дистально за счёт изогнутого вентрального края; левая доля дорсального склерита срединной доли эдеагуса с апикальной 1/2 более узкая. Надкрылья с 11+1 полосой: полоса 1 редуцирована базально, субмаргинальная полоса присутствует. Надкрылья коричневые, с узкой, иногда короткой и слабой желтовато-красной базальной полосой.